# Ivesia tweedyi
Ivesia tweedyi är en rosväxtart som beskrevs av Per Axel Rydberg. Ivesia tweedyi ingår i släktet Ivesia och familjen rosväxter. Inga underarter finns listade i Catalogue of Life.